# Vũ Văn Thanh
Vũ Văn Thanh (Thanh Miện, 14 aprile 1996) è un calciatore vietnamita, difensore del CAHN e della Nazionale vietnamita.

## Carriera

### Club
Ha iniziato la propria carriera nelle file delle giovanili dell'HAGL. Nel 2015 è stato promosso in prima squadra. Il 2 gennaio 2023, dopo otto stagioni in prima squadra e 15 anni complessivi nel club, ha ufficialmente lasciato l'HAGL. Il 9 gennaio 2023 si è trasferito a parametro zero al CAHN.

### Nazionale
Ha debuttato in Nazionale maggiore il 24 marzo 2016, in Vietnam-Taiwan (4-1). Ha messo a segno la sua prima rete con la maglia della selezione vietnamita il 6 ottobre 2016, nell'amichevole Vietnam-Corea del Nord (5-2), siglando il gol del momentaneo 3-2 al minuto 63. Ha partecipato, con la selezione vietnamita, alla Coppa d'Asia 2023 e alle edizioni 2016, 2020 e 2022 della AFF Cup. È sceso in campo, inoltre, nelle qualificazioni ai mondiali 2018, 2022 e 2026, oltre che nelle qualificazioni alla Coppa d'Asia 2019 e 2023.

## Statistiche

### Cronologia presenze e reti in nazionale
Statistiche aggiornate all'8 dicembre 2024.

| Cronologia completa delle presenze e delle reti in nazionale ― Vietnam | Cronologia completa delle presenze e delle reti in nazionale ― Vietnam | Cronologia completa delle presenze e delle reti in nazionale ― Vietnam | Cronologia completa delle presenze e delle reti in nazionale ― Vietnam | Cronologia completa delle presenze e delle reti in nazionale ― Vietnam | Cronologia completa delle presenze e delle reti in nazionale ― Vietnam | Cronologia completa delle presenze e delle reti in nazionale ― Vietnam | Cronologia completa delle presenze e delle reti in nazionale ― Vietnam |
| Data                                                                   | Città                                                                  | In casa                                                                | Risultato                                                              | Ospiti                                                                 | Competizione                                                           | Reti                                                                   | Note                                                                   |
| ---------------------------------------------------------------------- | ---------------------------------------------------------------------- | ---------------------------------------------------------------------- | ---------------------------------------------------------------------- | ---------------------------------------------------------------------- | ---------------------------------------------------------------------- | ---------------------------------------------------------------------- | ---------------------------------------------------------------------- |
| 24-3-2016                                                              | Hanoi                                                                  | Vietnam                                                                | 4 – 1                                                                  | Taiwan                                                                 | Qual. Mondiali 2018                                                    | -                                                                      |                                                                        |
| 29-3-2016                                                              | Teheran                                                                | Iraq                                                                   | 1 – 0                                                                  | Vietnam                                                                | Qual. Mondiali 2018                                                    | -                                                                      |                                                                        |
| 6-10-2016                                                              | Ho Chi Minh City                                                       | Vietnam                                                                | 5 – 2                                                                  | Corea del Nord                                                         | Amichevole                                                             | 1                                                                      |                                                                        |
| 8-11-2016                                                              | Hanoi                                                                  | Vietnam                                                                | 3 – 2                                                                  | Indonesia                                                              | Amichevole                                                             | -                                                                      |                                                                        |
| 20-11-2016                                                             | Yangon                                                                 | Birmania                                                               | 1 – 2                                                                  | Vietnam                                                                | AFF Cup 2016 - Gironi                                                  | -                                                                      |                                                                        |
| 23-11-2016                                                             | Yangon                                                                 | Malaysia                                                               | 0 – 1                                                                  | Vietnam                                                                | AFF Cup 2016 - Gironi                                                  | -                                                                      |                                                                        |
| 26-11-2016                                                             | Naypyidaw                                                              | Vietnam                                                                | 2 – 1                                                                  | Cambogia                                                               | AFF Cup 2016 - Gironi                                                  | -                                                                      |                                                                        |
| 3-12-2016                                                              | Cibinong                                                               | Indonesia                                                              | 2 – 1                                                                  | Vietnam                                                                | AFF Cup 2016 - Semifinali                                              | -                                                                      |                                                                        |
| 7-12-2016                                                              | Hanoi                                                                  | Vietnam                                                                | 2 – 2 dts                                                              | Indonesia                                                              | AFF Cup 2016 - Semifinali                                              | 1                                                                      |                                                                        |
| 22-3-2017                                                              | Hanoi                                                                  | Vietnam                                                                | 1 – 1                                                                  | Taiwan                                                                 | Amichevole                                                             | -                                                                      |                                                                        |
| 28-3-2017                                                              | Dushanbe                                                               | Afghanistan                                                            | 1 – 1                                                                  | Vietnam                                                                | Qual. Coppa d'Asia 2019                                                | -                                                                      |                                                                        |
| 13-6-2017                                                              | Ho Chi Minh City                                                       | Vietnam                                                                | 0 – 0                                                                  | Giordania                                                              | Qual. Coppa d'Asia 2019                                                | -                                                                      |                                                                        |
| 5-9-2017                                                               | Phnom Penh                                                             | Cambogia                                                               | 1 – 2                                                                  | Vietnam                                                                | Qual. Coppa d'Asia 2019                                                | -                                                                      | 16’                                                                    |
| 10-10-2017                                                             | Hanoi                                                                  | Vietnam                                                                | 5 – 0                                                                  | Cambogia                                                               | Qual. Coppa d'Asia 2019                                                | -                                                                      | 63’ 90’                                                                |
| 27-3-2018                                                              | Amman                                                                  | Giordania                                                              | 1 – 1                                                                  | Vietnam                                                                | Qual. Coppa d'Asia 2019                                                | -                                                                      | 46’                                                                    |
| 5-9-2019                                                               | Rangsit                                                                | Thailandia                                                             | 0 – 0                                                                  | Vietnam                                                                | Qual. Mondiali 2022                                                    | -                                                                      | 65’                                                                    |
| 15-10-2019                                                             | Giacarta                                                               | Indonesia                                                              | 3 – 1                                                                  | Vietnam                                                                | Qual. Mondiali 2022                                                    | -                                                                      | 75’                                                                    |
| 31-5-2021                                                              | Sharjah                                                                | Giordania                                                              | 1 – 1                                                                  | Vietnam                                                                | Amichevole                                                             | -                                                                      |                                                                        |
| 7-6-2021                                                               | Dubai                                                                  | Vietnam                                                                | 4 – 0                                                                  | Indonesia                                                              | Qual. Mondiali 2022                                                    | 1                                                                      |                                                                        |
| 11-6-2021                                                              | Dubai                                                                  | Malaysia                                                               | 1 – 2                                                                  | Vietnam                                                                | Qual. Mondiali 2022                                                    | -                                                                      | 57’                                                                    |
| 2-9-2021                                                               | Riyad                                                                  | Arabia Saudita                                                         | 3 – 1                                                                  | Vietnam                                                                | Qual. Mondiali 2022                                                    | -                                                                      | 43’ 86’                                                                |
| 7-10-2021                                                              | Sharjah                                                                | Cina                                                                   | 3 – 2                                                                  | Vietnam                                                                | Qual. Mondiali 2022                                                    | -                                                                      | 71’                                                                    |
| 11-11-2021                                                             | Hanoi                                                                  | Vietnam                                                                | 0 – 1                                                                  | Giappone                                                               | Qual. Mondiali 2022                                                    | -                                                                      |                                                                        |
| 16-11-2021                                                             | Hanoi                                                                  | Vietnam                                                                | 0 – 1                                                                  | Arabia Saudita                                                         | Qual. Mondiali 2022                                                    | -                                                                      |                                                                        |
| 6-12-2021                                                              | Singapore                                                              | Laos                                                                   | 0 – 2                                                                  | Vietnam                                                                | AFF Cup 2020 - Gironi                                                  | -                                                                      | 59’                                                                    |
| 12-12-2021                                                             | Singapore                                                              | Vietnam                                                                | 3 – 0                                                                  | Malaysia                                                               | AFF Cup 2020 - Gironi                                                  | -                                                                      |                                                                        |
| 15-12-2021                                                             | Singapore                                                              | Indonesia                                                              | 0 – 0                                                                  | Vietnam                                                                | AFF Cup 2020 - Gironi                                                  | -                                                                      |                                                                        |
| 19-12-2021                                                             | Singapore                                                              | Vietnam                                                                | 4 – 0                                                                  | Cambogia                                                               | AFF Cup 2020 - Gironi                                                  | -                                                                      | 46’                                                                    |
| 23-12-2021                                                             | Singapore                                                              | Vietnam                                                                | 0 – 2                                                                  | Thailandia                                                             | AFF Cup 2020 - Semifinali                                              | -                                                                      | 43’ 76’                                                                |
| 27-1-2022                                                              | Melbourne                                                              | Australia                                                              | 4 – 0                                                                  | Vietnam                                                                | Qual. Mondiali 2022                                                    | -                                                                      |                                                                        |
| 1-2-2022                                                               | Hanoi                                                                  | Vietnam                                                                | 3 – 1                                                                  | Cina                                                                   | Qual. Mondiali 2022                                                    | -                                                                      | 86’                                                                    |
| 24-3-2022                                                              | Hanoi                                                                  | Vietnam                                                                | 0 – 1                                                                  | Oman                                                                   | Qual. Mondiali 2022                                                    | -                                                                      | 76’                                                                    |
| 29-3-2022                                                              | Saitama                                                                | Giappone                                                               | 1 – 1                                                                  | Vietnam                                                                | Qual. Mondiali 2022                                                    | -                                                                      |                                                                        |
| 1-6-2022                                                               | Ho Chi Minh City                                                       | Vietnam                                                                | 2 – 0                                                                  | Afghanistan                                                            | Amichevole                                                             | -                                                                      | 61’                                                                    |
| 14-12-2022                                                             | Hanoi                                                                  | Vietnam                                                                | 1 – 0                                                                  | Filippine                                                              | Amichevole                                                             | -                                                                      | 46’                                                                    |
| 21-12-2022                                                             | Vientiane                                                              | Laos                                                                   | 0 – 6                                                                  | Vietnam                                                                | AFF Cup 2022 - Gironi                                                  | 1                                                                      | 65’                                                                    |
| 30-12-2022                                                             | Singapore                                                              | Singapore                                                              | 0 – 0                                                                  | Vietnam                                                                | AFF Cup 2022 - Gironi                                                  | -                                                                      | 79’ 82’                                                                |
| 3-1-2023                                                               | Hanoi                                                                  | Vietnam                                                                | 3 – 0                                                                  | Birmania                                                               | AFF Cup 2022 - Gironi                                                  | -                                                                      | 74’                                                                    |
| 6-1-2023                                                               | Giacarta                                                               | Indonesia                                                              | 0 – 0                                                                  | Vietnam                                                                | AFF Cup 2022 - Semifinali                                              | -                                                                      | 5’ 69’                                                                 |
| 13-1-2023                                                              | Hanoi                                                                  | Vietnam                                                                | 2 – 2                                                                  | Thailandia                                                             | AFF Cup 2022 - Finale                                                  | 1                                                                      | 85’                                                                    |
| 16-1-2023                                                              | Rangsit                                                                | Thailandia                                                             | 1 – 0                                                                  | Vietnam                                                                | AFF Cup 2022 - Finale                                                  | -                                                                      | 29’ 68’                                                                |
| 20-6-2023                                                              | Nam Dinh                                                               | Vietnam                                                                | 1 – 0                                                                  | Siria                                                                  | Amichevole                                                             | -                                                                      | 46’                                                                    |
| 16-11-2023                                                             | Manila                                                                 | Filippine                                                              | 0 – 2                                                                  | Vietnam                                                                | Qual. Mondiali 2026                                                    | -                                                                      | 2’ 46’                                                                 |
| 21-11-2023                                                             | Hanoi                                                                  | Vietnam                                                                | 0 – 1                                                                  | Iraq                                                                   | Qual. Mondiali 2026                                                    | -                                                                      |                                                                        |
| 9-1-2024                                                               | Doha                                                                   | Kirghizistan                                                           | 2 – 1                                                                  | Vietnam                                                                | Amichevole                                                             | -                                                                      | 30’                                                                    |
| 19-1-2024                                                              | Doha                                                                   | Vietnam                                                                | 0 – 1                                                                  | Indonesia                                                              | Coppa d'Asia 2023 - Gironi                                             | -                                                                      | 89’                                                                    |
| 24-1-2024                                                              | Doha                                                                   | Iraq                                                                   | 3 – 2                                                                  | Vietnam                                                                | Coppa d'Asia 2023 - Gironi                                             | -                                                                      | 77’                                                                    |
| 21-3-2024                                                              | Giacarta                                                               | Indonesia                                                              | 1 – 0                                                                  | Vietnam                                                                | Qual. Mondiali 2026                                                    | -                                                                      | 61’                                                                    |
| 26-3-2024                                                              | Hanoi                                                                  | Vietnam                                                                | 0 – 3                                                                  | Indonesia                                                              | Qual. Mondiali 2026                                                    | -                                                                      | 31’                                                                    |
| 11-6-2024                                                              | Basra                                                                  | Iraq                                                                   | 3 – 1                                                                  | Vietnam                                                                | Qual. Mondiali 2026                                                    | -                                                                      | 46’                                                                    |
| 5-9-2024                                                               | Hanoi                                                                  | Vietnam                                                                | 0 – 3                                                                  | Russia                                                                 | Amichevole                                                             | -                                                                      |                                                                        |
| 10-9-2024                                                              | Hanoi                                                                  | Vietnam                                                                | 1 – 2                                                                  | Thailandia                                                             | Amichevole                                                             | -                                                                      | 60’                                                                    |
| Totale                                                                 |                                                                        | Presenze                                                               | 52                                                                     |                                                                        | Reti                                                                   | 5                                                                      |                                                                        |

## Palmarès

### Club

#### Competizioni nazionali
- Campionato vietnamita di calcio: 1

CAHN: 2023